# Министерство иностранных дел Бангладеш
Министерство иностранных дел Бангладеш является внешнеполитическим ведомством Бангладеш.

## Внешняя политика
- Государство основывает свои международные отношения на принципах уважения национального суверенитета и равенства, невмешательства во внутренние дела других государств, мирного урегулирования международных споров и уважения международного права и принципов, провозглашенных в Уставе Организации Объединенных Наций, и на основе этих принципов должно:
  - Стремиться к отказу от применения силы в международных отношениях и выступать за всеобщее и полное разоружение;
  - Защищать право каждого народа свободно определять и строить свою собственную социальную, экономическую и политическую систему путей и средств своего свободного выбора
  - Поддержка угнетенных народов во всем мире, ведущих справедливую борьбу против империализма, расизма и колониализма.

- Государство стремится к консолидации, сохранению и укреплению братских отношений между мусульманскими странами на основе исламской солидарности.